# Little John
Pour les articles homonymes, voir Little John (homonymie).
Little John (né John McMorris à Kingston en 1970) est un chanteur de reggae jamaïcain.
Il a commencé sa carrière à l'âge de 9 ans avec le titre 51 Storm (en duo avec Captain Sinbad), produit par Sugar Minott sur son label Black Roots.

## Biographie
Né en 1970 à Kingston, en Jamaïque, Petit Jean a été appelé ainsi comme il a commencé à jouer et l'enregistrement à l'âge de neuf ans. Il a d'abord enregistré pour le capitaine Sinbad jeunesse de Dans l' étiquette Progress (y compris premier single « 51 Storm»), et est considéré par certains comme le premier chanteur de dancehall, connu pour sa capacité à créer des paroles sur une piste de support. Après avoir eu sa rupture avec l’organisation de la promotion de la jeunesse de Sugar Minott, il s’est produit avec des systèmes de sonorisation tels que Romantic Hi Fi, Kilimanjaro, Gemini et Henry "Junjo" Lawes, Volcano Hi Power. Il a enregistré pour de nombreux producteurs dans les années 1980, notamment Lawes, Joseph Hoo Kim, George Phang, Jah Thomas et King Jammy. 
Il a continué à enregistrer dans les années 1990, y compris le Winston Holness - produit Boombastic (1990), et au XXIe siècle, a sorti l'album Créer Back Yard (2006). Il a également continué à se produire en live, notamment en rendant hommage à Sugar Minott au Reggae Sumfest en 2010.

## Discographie
- Janet Sinclair (single, 1982), Greensleeves - with Billy Boyo
- Reggae Dance (1982), Midnight Rock
- Showdown vol. 1 (1984), Empire/Hitbound - with Barry Brown
- English Woman (1983), Gorgon
- Ghetto Youth (1983), Jah Guidance - reissued (1990), RAS
- Give the Youth a Try (1983), Live & Learn
- Show Case 83 (1983), EAD
- Showdown vol. 6 (1984), Hitbound - with Frankie Paul
- True Confession (1984), Power House
- Unite (1984), Vista Sounds
- Clarks Booty (1985), Live & Love
- River to the Bank (1985), Power House
- The Best of Little John (1985), RM
- Worries and Trouble (1985), Black Scorpio
- Rubber Dub One (1986), C&E
- Youth of Today (1986), Skengdon
- Dance Hall Clash (1986), Sunset - with Uglyman
- Warriors & Trouble (1986), World Enterprise
- Showcase Volume 1 (198?), Sir Tommy's - with Trevor Junior
- Boombastic (1990), Heartbeat
- Build Back Yard (2006), Johnhouse

Compilations
- Early Days (1984), Jah Bible